# Hans Langmaack (Informatiker)

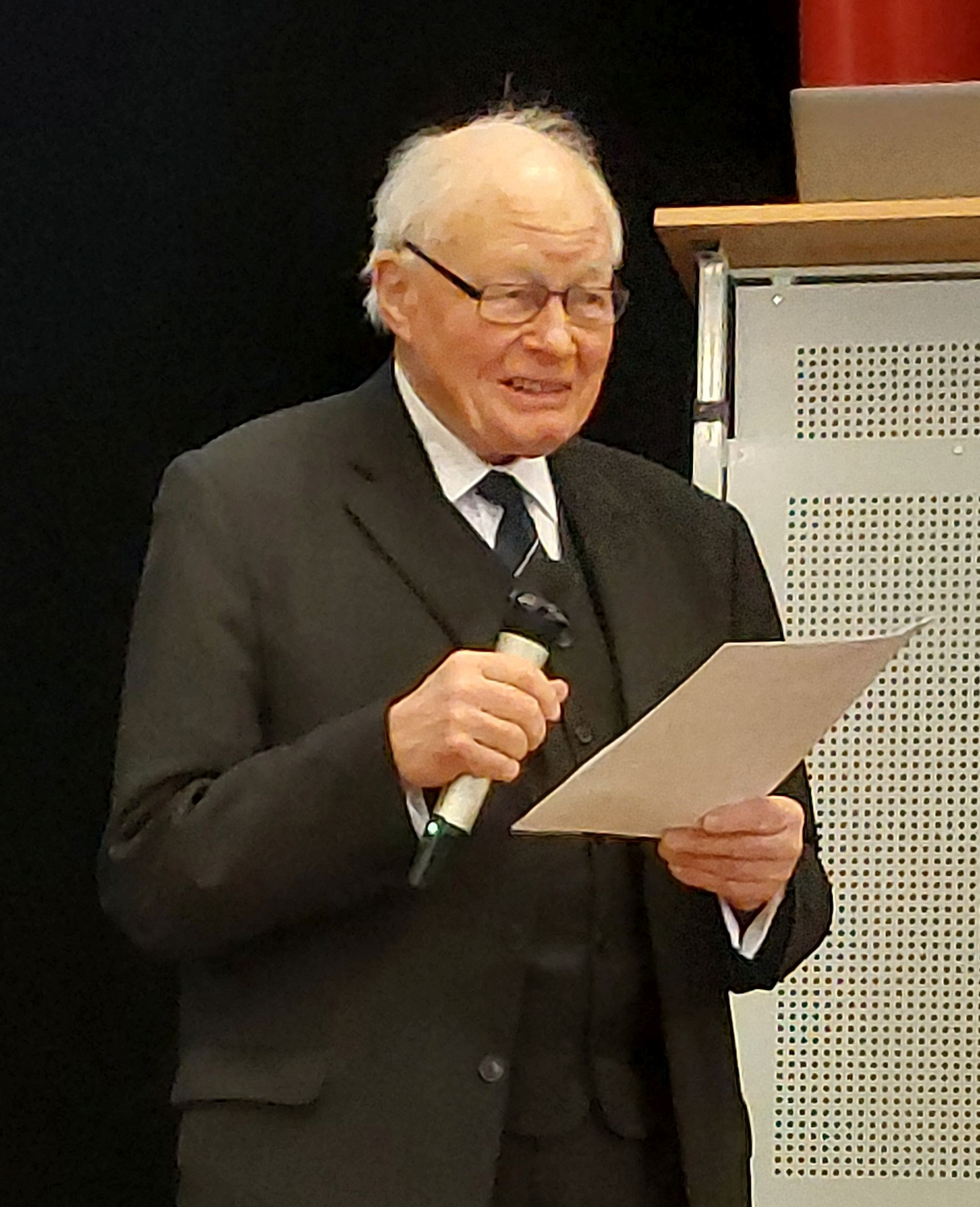
Prof. Dr. Hans Langmaack spricht beim Festschrift-Kolloquium für seinen ehemaligen Studenten Martin Fränzle im Jahr 2025

Hans Langmaack (* 7. Mai 1934 auf Hof Helle im Kreis Steinburg) ist ein deutscher Informatiker.

## Leben
Langmaack besuchte die Bismarck-Schule in Elmshorn, an der er einen Preis in Naturwissenschaften erhielt (Ernst Hermann Koelln Preis 1951) und vor dem Abitur 1954 einen Analogrechner für sphärische Trigonometrie als mathematische Jahresarbeit anfertigte. Nach einem Maschinenbaupraktikum studierte er ab dem Wintersemester 1954 Mathematik, Physik und Logik an der Universität Münster (und ein Semester in Freiburg). 1957 legte er die Lehramtsprüfung ab, wurde Stipendiat der Studienstiftung des Deutschen Volkes und wurde 1960 bei Heinrich Behnke mit einer Dissertation über Analysis in mehreren komplexen Variablen promoviert (Konstruktion von Holomorphiehüllen unverzweigter Gebiete über dem {\displaystyle \mathbb {C} ^{n}}).
Ab 1960 war er Assistent von Klaus Samelson an der Universität Mainz und wandte sich der Informatik zu. Er entwickelte 1960 bis 1962 mit Ursula Hill-Samelson den Algol 60 Compiler Alcor Mainz 2002 für die Siemens 2002, weiterentwickelt 1962 bis 1964 an der TH München (wohin Samelson 1963 wechselte und wohin ihm Langmaack als Assistent und später Oberassistent folgte) zum Alcor München 2002. Von 1966 bis 1967 war er Assistant Professor für Informatik an der Purdue University und 1967 habilitierte er sich an der TH München (Zum Satz von Lidskii). Danach war er Dozent und wissenschaftlicher Rat an der TH München und ab 1970 ordentlicher Professor an der Universität des Saarlandes. 1974 wechselte er an die Christian-Albrechts-Universität Kiel (Lehrstuhl für Programmiersprachen und Compilerkonstruktion). 1999 wurde er emeritiert.
Er war an verschiedenen industriellen Compilerprojekten (u. a. für Lisp, Basic, Pascal) und Expertensystemen beteiligt und arbeitete an verifizierten Compilern und über automatisierte Software-Verifikation (1989 bis 1995 Beteiligung am EU-Esprit Projekt Provably correct systems). Er veröffentlichte unter anderem über Chomsky-Grammatiken.
1973 war er Gastwissenschaftler an der Bundesuniversität von Rio de Janeiro, 1974 in Oslo und 1981 an der University of Wisconsin-Madison.
1980 war er Mitinitiator (mit Friedrich L. Bauer, Klaus Indermark) der alle zwei Jahre stattfindenden Kolloquiumsserie Programmiersprachen und Grundlagen der Programmierung.
1998 wurde er Ehrendoktor der Technischen Universität München.

## Schriften
- mit Albert A. Grau, Ursula Hill: Handbook of Automatic Computation I b: Translation of Algol 60 (= Grundlehren der mathematischen Wissenschaften. Bd. 137). Springer, Berlin/Heidelberg/New York 1967, DNB 456877649.
- mit Peter Kandzia: Informatik: Programmierung. Teubner, Stuttgart 1973, ISBN 3-519-02321-0.